# Don't Fall in Love with Everyone You See
Don't Fall in Love with Everyone You See è il primo album (LP) degli Okkervil River, band folk-rock/indie-rock. È stato pubblicato il 22 gennaio 2002 per l'etichetta Jagjaguwar. L'artista William Schaff, da non confondere col leader della band Will Sheff, ha curato il design della copertina.

## Le canzoni
Il disco si apre con Red, soffice e struggente folk ballad, che racconta un incontro con una ballerina che in una notte racconta al narratore la storia della sua vita e del complicato rapporto con sua madre.
Segue Kansas City più lamentosa e intensa, su di una ragazza la cui vita è distrutta.
Lady Liberty, cambia registro con la comparsa dei fiati che rendono l'atmosfera molto più energica.
My Bad Days torna però subito ai toni più cupi, raccontaqndo di quando la depressione non lascia tregua e ogni giorno è una discesa sempre più profonda verso il fondo.
La ballata Westfall, in cui compare il mandolino, racconta degli Yogurt Shop Murders (omicidi del Negozio di Yogurt), una storia vera di quattro omicidi di ragazze adolescenti commessi da studenti di college nel 1991 a Austin, Texas. La canzone è stata concepita partendo dalle righe "They're looking for evil / Thinking they can trace it / But evil don't look like anything." ("Stanno cercando il male / Pensando di poterlo tracciare / Ma il male non ha nessuna forma."
Happy Hearts riprende l'analisi delle situazioni della vita, parlando di tutte quelle situazioni in cui hai il cuore spezzato.
Dead Dog Song, autobiografica, racconta della morte e sepoltura del cane del cantante Will Sheff.

## Tracce
1. Red – 3:40
2. Kansas City – 5:45
3. Lady Liberty – 3:41
4. My Bad Days – 6:21
5. Westfall – 5:54
6. Happy Hearts (feat. Daniel Johnston) – 4:17
7. Dead Dog Song – 3:59
8. Listening to Otis Redding at Home During Christmas – 6:36
9. Okkervil River Song – 5:56